# Maria de la Cabeza
María Toribia, nota anche come Maria de la Cabeza (Uceda, XI secolo – Madrid, 1175 circa), fu moglie di sant'Isidoro l'Agricoltore; venerata subito come santa, fu ufficialmente beatificata da papa Innocenzo XII nel 1697.

## Biografia
María Toribia nacque probabilmente a Caraquiz, villaggio nel territorio di Uceda, una quarantina di km a nord di Madrid. La data di nascita è ignota, ma si può ricostruire che fosse verso la fine dell'XI secolo (o eventualmente all'inizio del XII).
All'epoca, il territorio di Uceda era già libero dalla dominazione araba; tuttavia i nuovi sultani almoravidi, giunti dal Marocco, combattevano per riprendere le aree perse recentemente. Accadde così che Isidoro fuggì da Madrid a Torrelaguna (nei pressi di Uceda), dove incontrò e poi sposò Maria.